# Fillýra
Fillýra, en grec moderne : Φιλλύρα, est un village et un ancien dème du district régional de Macédoine-Orientale-et-Thrace en Grèce. En 2010, à la suite du programme Kallikratis, il est fusionné au sein du dème d'Arrianá.
Selon le recensement de 2021, la population de l'ancien dème devenu district municipal compte 6 813 habitants tandis que celle du village s'élève à 827 habitants.